# Mariano Belmonte y Vacas
Mariano Belmonte y Vacas (Córdoba, 1828-Valencia, 1864) fue un pintor español.

## Biografía

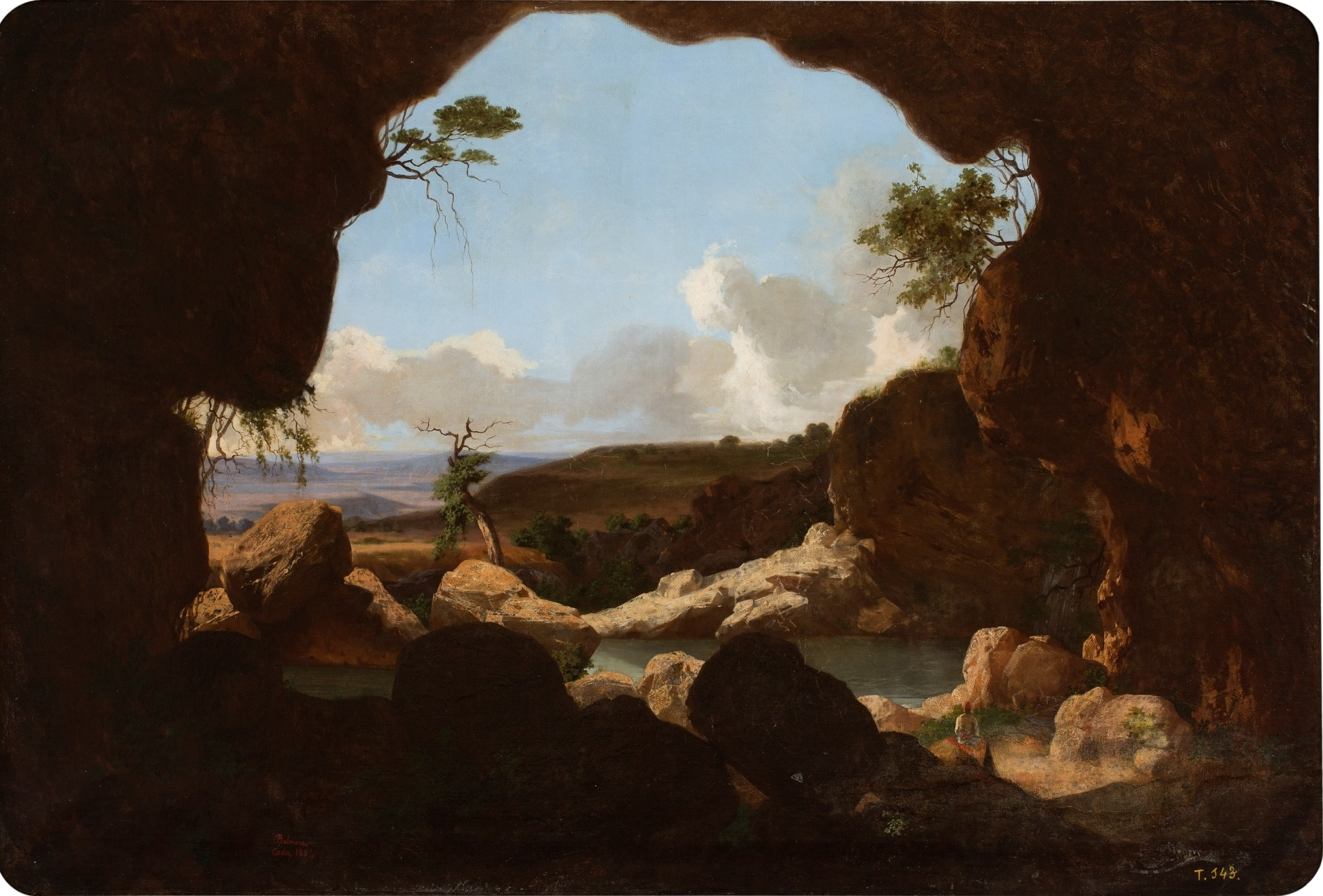
Cueva de las Palomas (Valencia), óleo sobre lienzo, 95 x 120 cm (Museo del Prado. Depositado en otra institución)

Nació en 1828. Pintor paisista, era natural de Córdoba. Fue discípulo de la Real Academia de San Fernando. En las Exposiciones Nacionales de Bellas Artes de 1856 a 1864 presentó diversas obras, alcanzando mención honorífica en la de 1858 y tercer premio en las dos siguientes. Sus lienzos Vista tomada de la Casa de Campo de Madrid y Cueva de las palomas (Valencia) fueron adquiridos por el Gobierno para el Museo Nacional.  El infante Sebastián Gabriel tenía en su galería otro paisaje de este pintor, y en el Museo Provincial de Cádiz se conservaba otro de su mano. Fue académico y profesor de las Academias de Bellas Artes de Cádiz y Valencia. En esta última ciudad, trabajó en la decoración del Palacio del Marqués de Dos Aguas —hoy sede del Museo Nacional de Cerámica y de las Artes Suntuarias "González Martí"—, donde decoró la sala del dormitorio de diario con una alegoría de "Flora". Falleció en el Hospital General de Valencia el 25 de febrero de 1864, noticia recogida por Ossorio y Bernard en su Galería bibliográfica de artistas españoles del siglo XIX.